# Menschenartige
Die Menschenartigen (Hominoidea), auch Menschenaffen in einem weiter gefassten Sinne des Begriffs, sind eine Überfamilie innerhalb der Primaten. Sie umfassen die Gibbons (die sogenannten Kleinen Menschenaffen = Hylobatidae) und die (Großen) Menschenaffen (Hominidae), zu denen in der biologischen Systematik auch der Mensch (Homo sapiens) gehört.

## Merkmale
Die Individuen aller Arten der Menschenartigen haben zwei gemeinsame Merkmale: Der Schwanz fehlt, und ihre hinteren Backenzähne weisen das Dryopithecinenmuster auf.
Zu den Menschenartigen zählen sowohl Arten mit relativ kleinwüchsigen Individuen als auch die größten lebenden Primaten: Das Gewicht kleinerer Gibbons beträgt rund vier Kilogramm, männliche Gorillas erreichen ein Körpergewicht von bis zu 200 Kilogramm. Das Schultergelenk ist verglichen mit anderen Primaten nach hinten gewandert, dementsprechend ist das Schlüsselbein verlängert und das Schulterblatt rückenseitig angebracht – was für eine große Beweglichkeit der Oberarme sorgt. Die Arme der Menschenartigen sind – außer beim Menschen – länger als die Beine, was für Affen untypisch ist. Der Schädel ist voluminös, das Gehirn ist relativ groß.
Wie alle Altweltaffen haben die Menschenartigen 32 Zähne, die Zahnformel lautet I2 – C1 – P2 – M3.
Welchen evolutiven Vorteil es hatte, dass die frühen Menschenartigen keinen Schwanz mehr entwickelten, obwohl sie von Ur-Primaten abstammen, die vor rund 65 Millionen Jahren ihren Schwanz als Kletter- und Balancierhilfe nutzten, ist bislang unverstanden. 2023 wurden jedoch erstmals genetische Merkmale beschrieben, die mit dem Verlust des Schwanzes in Verbindung gebracht wurden, und zwar auf Chromosom 17 in einem Intron des Gens Tbxt, das auch als „Brachyury“ (kurzer Schwanz) bezeichnet wird. Eine Forschergruppe berichtete, ein Transposon (eine rund 300 Basenpaare lange Alu-Sequenz) entdeckt zu haben, die nur bei den Menschenaffen vorkomme; vom Gen Tbxt sei zudem bereits bekannt, dass es auch bei der Algerischen Maus (Mus spretus) und bei der Hauskatze mit kurzen Schwänzen in Verbindung gebracht wurde. Eigene Tests der Forschergruppe mit genetisch veränderten Mäusen bestätigten den Einfluss des Gens Tbxt und der Alu-Sequenz auf die Schwanzlänge, jedoch entwickelten die Mäuseembryonen gehäuft Neuralrohrdefekte wie Spina bifida. Deshalb wird vermutet, dass noch weitere Faktoren das Alleinstellungsmerkmal „kurzer Schwanz“ beeinflussen.

## Verbreitung und Lebensweise

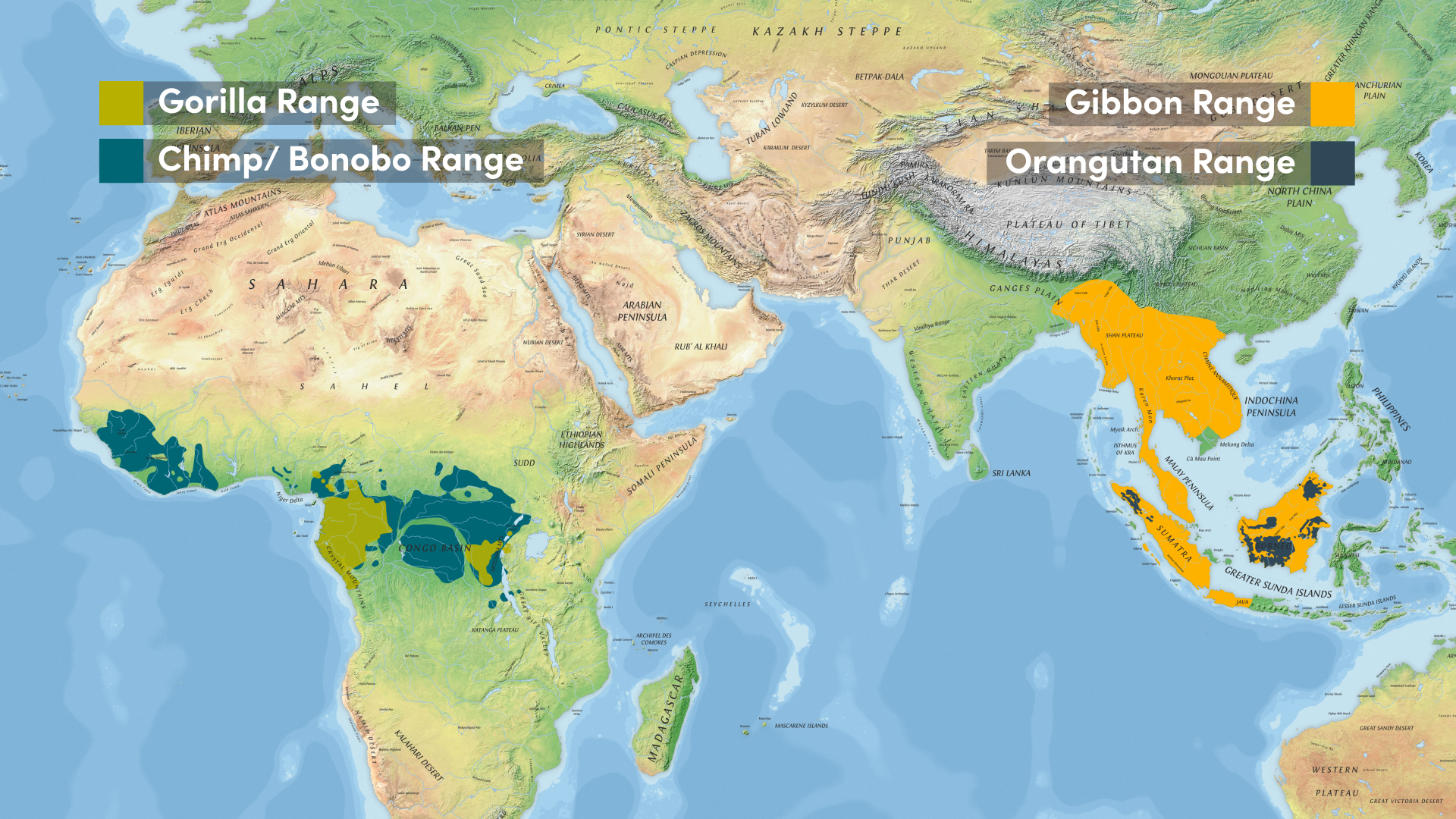
Verbreitung der rezenten nichtmenschlichen Menschenartigen
Gorillas
Schimpansen
Orang-Utans
Gibbons

„Die Wiege der Hominoidea liegt im frühen Miozän Ostafrikas“ (das war vor rund 20 Millionen Jahren), wobei alle frühmiozänen Formen „als archaische oder Stamm-Hominoidea“ bezeichnet werden. Bereits im mittleren Miozän (vor rund 15 Millionen Jahren) hatten die Menschenartigen einen beträchtlichen Formenreichtum entwickelt und sich auch in Asien und Europa angesiedelt. In diese Zeit datiert das Entstehen des Formenkreises der Orang-Utans (Ponginae) in Asien, der später ausgestorbenen Dryopithecinen in Europa und der Homininae in Afrika.
Eine der ältesten bekannten Gattungen ist Proconsul. Weitere Gattungen, die zu den frühen Menschenartigen zählen, sind Dryopithecus, Pliopithecus, Laccopithecus, Morotopithecus, Turkanapithecus, Nyanzapithecus, Afropithecus, Equatorius, Nacholapithecus, Otavipithecus, Pierolapithecus, Griphopithecus, Lufengpithecus, Sivapithecus, Ramapithecus, Chororapithecus, Ankarapithecus, Nakalipithecus, Hispanopithecus, Oreopithecus, Khoratpithecus, Samburupithecus, Mesopithecus und Ouranopithecus. Die Zahl der Fossilien aus dieser Epoche ist jedoch noch immer recht dürftig, sodass sich derzeit weder ihre Verwandtschaftsverhältnisse noch die Entwicklungslinien mit hinreichender Zuverlässigkeit rekonstruieren lassen.
Heute ist das Verbreitungsgebiet der Menschenartigen (mit Ausnahme des Menschen) auf das zentrale Afrika und auf Südostasien beschränkt. Ihre Lebensräume sind vorwiegend Wälder, lediglich der Gemeine Schimpanse hält sich zeitweise auch in Savannen auf.
Die Menschenartigen sind tagaktiv und je nach Gattung baum- oder bodenbewohnend. Ihr Sozialverhalten ist variabel; im Gegensatz zu vielen anderen Primaten sind die Gruppen nicht um nahe miteinander verwandte Weibchen organisiert. Menschenartige ernähren sich vorwiegend von Pflanzen, Schimpansen und Menschen sind jedoch Allesfresser.

## Systematik
Die Menschenartigen gehören zu den Altweltaffen und sind die Schwestergruppe der Geschwänzten Altweltaffen, von denen heute nur noch die Familie der Meerkatzenverwandten existiert. Innerhalb der Menschenartigen – die im Unterschied zu den Arten ihrer Schwestergruppe keinen Schwanz haben – werden zwei noch heute existierende (rezente) Familien unterschieden: zum einen die Gibbons und zum anderen die Menschenaffen, zu denen auch der Mensch und seine ausgestorbenen Vorfahren (die Hominini) zählen. Ihre Verwandtschaft mit anderen Primatentaxa kommt in folgendem Kladogramm zum Ausdruck:
| Geschwänzte Altweltaffen (Cercopithecoidea) | Meerkatzenverwandte (Cercopithecidae) |
|                                             | Meerkatzenverwandte (Cercopithecidae) |
| Menschenartige (Hominoidea)                 | \| \| Gibbons (Hylobatidae) \| \| \| \| \| \| Menschenaffen (Hominidae) \| \| \| \| \| \| Proconsulidae (†)[7] \| \| Vorlage:Klade/Wartung/3 \| \| |
|                                             | \| \| Gibbons (Hylobatidae) \| \| \| \| \| \| Menschenaffen (Hominidae) \| \| \| \| \| \| Proconsulidae (†)[7] \| \| Vorlage:Klade/Wartung/3 \| \| |
|                                             | Gibbons (Hylobatidae) |
|                                             | |
|                                             | Menschenaffen (Hominidae) |
|                                             | |
|                                             | Proconsulidae (†) |
| Vorlage:Klade/Wartung/3                     | |

|                         | Gibbons (Hylobatidae)     |
|                         |                           |
|                         | Menschenaffen (Hominidae) |
|                         |                           |
|                         | Proconsulidae (†)         |
| Vorlage:Klade/Wartung/3 |                           |

| Geschwänzte Altweltaffen (Cercopithecoidea) | Meerkatzenverwandte (Cercopithecidae) |
|                                             | Meerkatzenverwandte (Cercopithecidae) |
| Menschenartige (Hominoidea)                 | \| \| Gibbons (Hylobatidae) \| \| \| \| \| \| Menschenaffen (Hominidae) \| \| \| \| \| \| Proconsulidae (†)[7] \| \| Vorlage:Klade/Wartung/3 \| \| |
|                                             | \| \| Gibbons (Hylobatidae) \| \| \| \| \| \| Menschenaffen (Hominidae) \| \| \| \| \| \| Proconsulidae (†)[7] \| \| Vorlage:Klade/Wartung/3 \| \| |
|                                             | Gibbons (Hylobatidae) |
|                                             | |
|                                             | Menschenaffen (Hominidae) |
|                                             | |
|                                             | Proconsulidae (†) |
| Vorlage:Klade/Wartung/3                     | |

|                         | Gibbons (Hylobatidae)     |
|                         |                           |
|                         | Menschenaffen (Hominidae) |
|                         |                           |
|                         | Proconsulidae (†)         |
| Vorlage:Klade/Wartung/3 |                           |